# Wisła
Wisła este un oraș în Polonia.

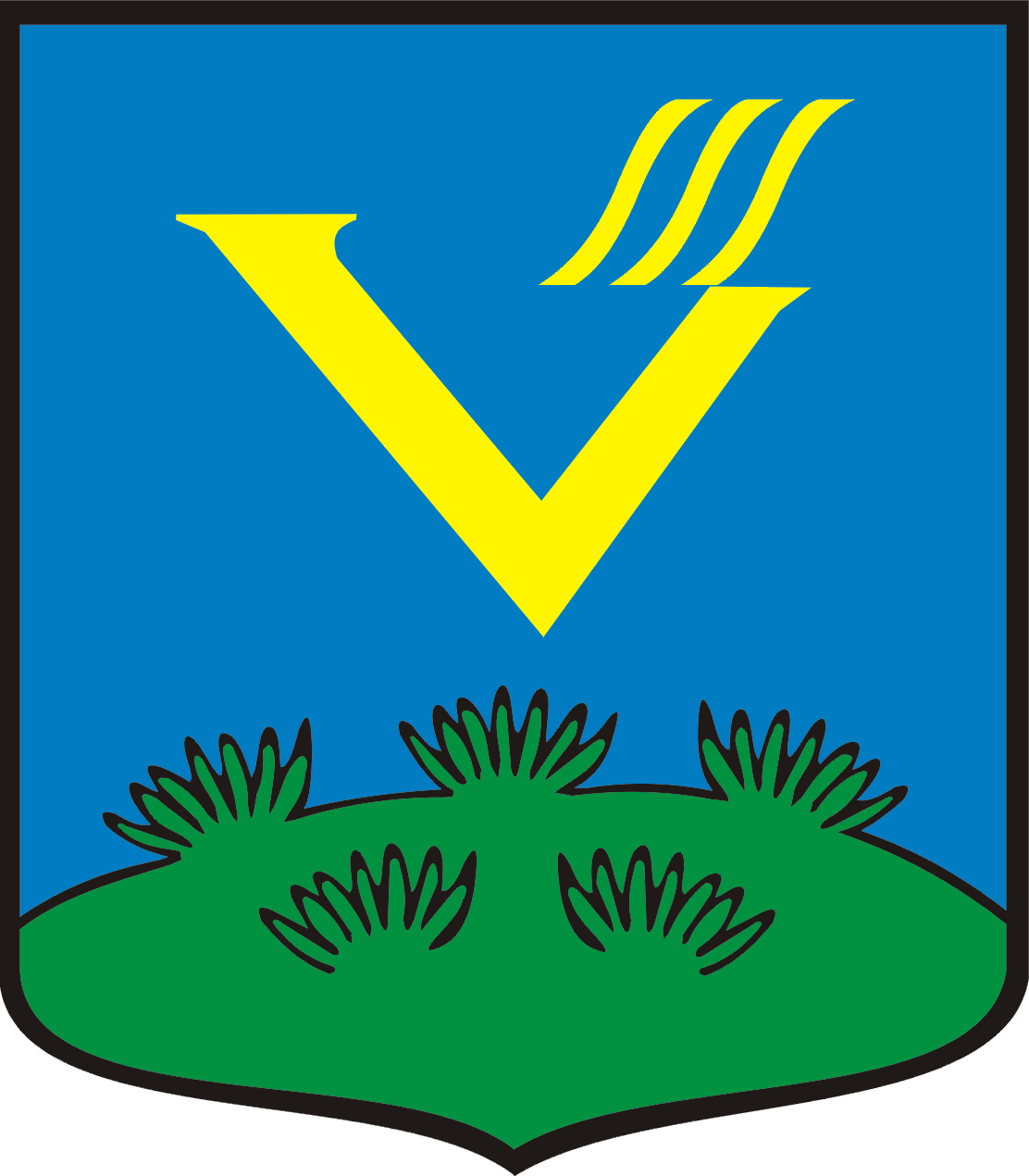
Stemă

Se află lângă Łabajów (potok)[*] și Vistula, la o altitudine de 513 m deasupra nivelului mării. Are o suprafață de 110,17 km². Populația este de 10.887 locuitori, determinată în 31 martie 2021, prin recensământul polonez din 2021[*].

## Orașe înfrățite–orașe gemene
Este înfrățit cu:

Nepomuk[*]
Bully-les-Mines  